# Hypsoiulus alpivagus
Hypsoiulus alpivagus är en mångfotingart som först beskrevs av Karl Wilhelm Verhoeff 1897.  Hypsoiulus alpivagus ingår i släktet Hypsoiulus och familjen kejsardubbelfotingar. Inga underarter finns listade i Catalogue of Life.